# Phoenix (Asia)
Phoenix is het reüniemuziekalbum van de Britse band Asia. De optredens in het kader van het 25-jarig bestaan beviel de leden dermate goed, dat ze weer de studio in zijn gegaan voor dit album. De opnamen verliepen niet zonder problemen. John Wetton moest een hartoperatie ondergaan. Qua klank en muziek kan Phoenix het debuutalbum niet evenaren, maar komt toch redelijk in de buurt. Ook voor wat betreft de hoes, zijn de heren terug bij het begin. Roger Dean tekende zowel de Phoenix als het logo.

## Musici
- Geoff Downes – toetsen, zang;
- Steve Howe – gitaren, zang;
- Carl Palmer – drums;
- John Wetton – basgitaar en zang

Gastmuzikant:
- Hugh McDowell – cello (bekend van Electric Light Orchestra) (6) en (12)

## Composities
1. Never again (Wetton/Downes)
2. Nothing’s forever (Wetton)
3. Heroine (Wetton/Downes)
4. Slooping giant / no way back / reprise (Wetton/Downes)
5. Abbis (Asia)
6. I will remember you (Wetton/Downes)
7. Shadow of doubt (Wetton/Downes)
8. Parallel worlds / Vortex / Déyà (Wetton/Downes)
9. Wish I’d known all along (Howe)
10. Orchard of Mines (Jeffrey Fayman/Pursey)
11. Over and over (Howe)
12. An extraordinary life (Wetton/Downes)

Het album wordt door drie platenlabels uitgegeven:
- 11 april; Europa; Frontiers Records
- 15 april; Noord-Amerika ; EMI
- 23 april; Japan; King Records

De Europese en de Japanse albums hebben elk een akoestische bonustrack:
- Europa: An extraordinary life
- Japan: I will remember you.